# 维迪亚维哈尔
维迪亚维哈尔（Vidyavihar），是印度拉贾斯坦邦金基农县的一个城镇。总人口14366（2001年）。

## 人口
该地2001年总人口14366人，其中男性8574人，女性5792人；0—6岁人口1194人，其中男619人，女575人；识字率82.72%，其中男性为88.93%，女性为73.52%。